# Корнієнко Іван Сергійович
Іван Сергійович Корнієнко (27 листопада 1910, Шестірня — 13 листопада 1975, Київ) — український радянський кінознавець, сценарист, Заслужений працівник культури УРСР (з 1968 року), доктор мистецтвознавства (з 1964 року), член Спілки кінематографістів України. Учасник німецько-радянської війни, старший політрук (капітан) військової служби.

## Біографія
Народився 27 листопада 1910 року у селі Шестірні (тепер Широківського ройону Дніпропетровської області) в шахтарській родині. В 1931 році закінчив Одеський музично-драматичний інститут. Член ВКП (б) з 1940 року.
Був на редакторсько-сценарній роботі в «Україн-фільмі» (Харків) та в Управлінні кінопромисловістю України (1932—1941).
Учасник радянсько-німецької війни, старший політрук (капітан) військової служби.
В 1946—1949 роках працював у Міністерстві кінематографії України й на Київській кіностудії ім. О. П. Довженка, в 1949—1958 роках був на керівній роботі в апараті ЦК Компартії України, відповідальним редактором журналів «Мистецтво» й «Новини кіноекрану».
В 1969—1975 роках — ректор Київського інституту театрального мистецтва імені І. Карпенка-Карого.
Племінники — мистецтвознавець Владислав Корнієнко (нар. 1963) та оператор Сергій Корнієнко. Виховувалися дружиною Івана Корнієнка, Катериною Семенівною, після смерті чоловіка.

Могила Івана Корнієнка

Помер 13 листопада 1975 року через проблеми з легенями, що виникли внаслідок військового поранення. Похований на Байковому кладовищі разом з дружиною.

## Творчість
Автор сценаріїв науково-популярних і документальних фільмів: «Українське народне мистецтво» (1955), «Гнат Юра», «Золоті руки» (1960), книжок: «Кіно і молодь» (К., 1933, у співавт.), «Арсенал» (К., 1934), «Українське радянське кіномистецтво. 1917—1929» (К., 1959), І том. — 1917—1929 рр., автор І.Корнієнко; II том. — 1930—1941 рр., автор О.Жукова і І.Жуков; III том. — 1941—1954 рр., автор А.Роміцин. «Ігор Савченко» (К., 1963, у співавт.), «Кіно і роки» (К., 1964), «На орбітах кіномистецтва» (К., 1965), «Півстоліття українського радянського кіно» (К., 1970), «Мистецтво кіно» (1974), «Кино Советской Украиньї» (М., 1975), «Олександр Довженко» (1978), «Чарівний промінь» (1981), «Про кіномистецтво» (К., 1985), розділу до 1 -го тому «Історії українського радянського кіно» (К., 1986, у співавт.), багатьох статей у збірниках і журналах.

## Нагороди
Нагороджений орденами Вітчизняної війни 1-го і 2-го ступенів, іншими орденами, медалями.

## Пам'ять

меморіальна дошка

В Києві, на будівлі Київського національного університету театру, кіно і телебачення імені Івана Карпенка-Карого по вулиці Ярославів Вал, 40, в якому Іван Корнієнко був ректором у 1968—1975 роках, встановлено бронзову меморіальну дошку.